# Transformada de Wigner-Weyl
En mecànica quàntica, la transformada de Wigner-Weyl o transformada de Weyl-Wigner (amb nom de Hermann Weyl i Eugene Wigner) és el mapeig invertible entre les funcions de la formulació de l'espai de fase quàntica i els operadors espacials de Hilbert a la imatge de Schrödinger.
Sovint, el mapeig de funcions de l'espai de fases a operadors s'anomena transformada de Weyl o quantificació de Weyl, mentre que el mapeig invers, d'operadors a funcions de l'espai de fases, s'anomena transformada de Wigner. Aquest mapeig va ser ideat originalment per Hermann Weyl el 1927 en un intent de mapejar funcions espacials de fase clàssiques simetritzades als operadors, un procediment conegut com a quantització de Weyl. Ara s'entén que la quantificació de Weyl no compleix totes les propietats que calen per a una quantificació consistent i, per tant, de vegades dona respostes no físiques. D'altra banda, algunes de les bones propietats descrites a continuació suggereixen que si es busca un únic procediment coherent per mapejar funcions a l'espai de fase clàssic als operadors, la quantificació de Weyl és la millor opció: una mena de coordenades normals d'aquests mapes. (El teorema de Groenewold afirma que cap mapa d'aquest tipus pot tenir totes les propietats ideals que un desitjaria).
Independentment, la transformada de Weyl-Wigner és una transformació integral ben definida entre l'espai de fase i les representacions de l'operador, i ofereix una visió del funcionament de la mecànica quàntica. El més important és que la distribució de quasi-probabilitat de Wigner és la transformada de Wigner de la matriu de densitat quàntica i, per contra, la matriu de densitat és la transformada de Weyl de la funció de Wigner.
En contrast amb les intencions originals de Weyl en la recerca d'un esquema de quantificació consistent, aquest mapa només suposa un canvi de representació dins de la mecànica quàntica; no necessita connectar quantitats "clàssiques" amb "quàntiques". Per exemple, la funció d'espai de fases pot dependre explícitament de la constant ħ de Planck, com passa en alguns casos familiars que impliquen moment angular. Aquest canvi de representació invertible permet llavors expressar la mecànica quàntica en l'espai de fases, com va ser apreciat als anys 40 per Hilbrand J. Groenewold i José Enrique Moyal.
La transformada de Weyl (o quantització de Weyl) de la funció f ve donada pel següent operador a l'espai de Hilbert,
| {\displaystyle \Phi [f]={\frac {1}{(2\pi )^{2}}}\iint \!\!\!\iint f(q,p)\left(e^{i(a(Q-q)+b(P-p))}\right){\text{d}}q\,{\text{d}}p\,{\text{d}}a\,{\text{d}}b.} |
ħ és la constant de Planck reduïda.
És instructiu realitzar primer les integrals p i q a la fórmula anterior, que té l'efecte de calcular la transformada de Fourier ordinària {\displaystyle {\tilde {f}}} de la funció f, deixant l'operador {\displaystyle e^{i(aQ+bP)}}. En aquest cas, la transformada de Weyl es pot escriure com
{\displaystyle \Phi [f]={\frac {1}{(2\pi )^{2}}}\iint {\tilde {f}}(a,b)e^{iaQ+ibP}\,da\,db}
Per tant, podem pensar en el mapa de Weyl de la següent manera: Prenem la transformada de Fourier ordinària de la funció {\displaystyle f(p,q)}, però després quan apliquem la fórmula d'inversió de Fourier, substituïm els operadors quàntics {\displaystyle P} i {\displaystyle Q} per a les variables clàssiques originals p i q, obtenint així una "versió quàntica de f ".